# Запорожская ТЭС
Запорожская ТЭС (укр. Запорізька ТЕС) — самая мощная тепловая электростанция Украины с общей установленной электрической мощностью 3650 МВт. Расположена у города Энергодар Запорожской области на левом берегу Каховского водохранилища в непосредственной близости к Запорожской АЭC. Входит в ПАО «ДТЭК Днепроэнерго».
5 мая 2022 года электростанция остановила работу из-за того, что в условиях российской оккупации закончился уголь.

## Общие сведения
Станция построена по идентичному проекту с Углегорской ТЭС: первая очередь из 4 энергоблоков, работающих на угле и 2-я очередь из 3 энергоблоков, работающих на газе.
Строительство Запорожской ТЭС началось в 1970 году и велось скоростными методами.
Первая очередь станции общей мощностью 1200 МВт была введена в 1972 году; она включала в себя четыре пылеугольных блока с однокорпусными котлами (первый блок введён в строй 25 ноября, второй блок через 20 дней, третий — 31 декабря). Вторая очередь станции (три блока по 800 МВт на газомазутном топливе) была введена в эксплуатацию в 1977 году.
Станция использует ОРУ с напряжением 150 и 330 кВ.
В 1976 году станция получила наименование в честь XXV съезда КПСС, а в 1977 году была награждена орденом Трудового Красного Знамени.
В 1978 ГРЭС произвела 23,5 млрд кВт·ч., в 1986 — 24,8 млрд кВт·ч, что было рекордным количеством электроэнергии; в 1986 году коллектив станции был награждён орденом Октябрьской Революции. 
В 1980 году был организован музей истории Запорожской ТЭС.
Дымовые трубы станции высотой 320 метров входят в тридцатку в мире по высоте, причём первая из них в 1972 году была в числе двух, впервые достигших такой высоты на территории СССР.
В 2006 году станция произвела 4,6 млрд кВт·ч электроэнергии.
В 2012 году была проведена реконструкция энергоблока № 1 (стоимостью 493 млн грн.), в результате которой был продлён срок эксплуатации блока на 15—20 лет и увеличена установленная мощность всей станции на 25 МВт до 3625 МВт. 

В 2014 году реконструкция энергоблока № 3 позволила увеличить мощность станции ещё на 25 МВт.
В 2021 году из-замыкания на подстанции «Луч» ТЭС была аварийно отключена от энергосети, что привело к кратковременному отключению электричества в Энергодаре.
5 мая 2022 года электростанция остановила работу из-за того, что на ней в ходе российского вторжения на Украину закончился уголь.

## Энергетические показатели
| Год  | Выработка электроэнергии, млн кВт•ч | Отпуск электроэнергии с шин, млн кВт•ч | КИУМ, %   | Источник      |
| 2006 | ≈4600                               |                                        |           | [ 6 ]         |
| 2007 | 6327,8                              | 5910,6                                 | 20,1      | [ 14 ]        |
| 2008 | 5661,1                              | 5234,1                                 | 17,9\53,7 | [ 14 ] [ 15 ] |
| 2009 | 4324,6                              | 3967,2                                 | 41,1      | [ 15 ]        |
| 2010 | 5033,4                              | 4640,0                                 | 47,9      | [ 16 ]        |
| 2011 | 4908,9                              | 4535,0                                 | 46,9      | [ 17 ]        |
| 2012 | 4710,4                              | 4330,7                                 | 14,9      | [ 18 ]        |
| 2013 | 5997,4                              | 5548,1                                 | 19        | [ 19 ]        |
| 2014 | 5552,9                              | 5142,3                                 | 17,5      | [ 20 ]        |
| 2015 | 5895,1                              | 5442,4                                 | 54,3      | [ 21 ]        |
| 2016 | 5216,7                              | 4815,7                                 | 47,5      | [ 21 ]        |
| 2017 | 6309,5                              | 5856,2                                 | 57,62     | [ 1 ]         |